# Barclays Center
Barclays Center är en inomhusarena i stadsdelen Brooklyn i New York i USA som är hemmaarena för Brooklyn Nets i National Basketball Association (NBA), New York Liberty samt var för New York Islanders i National Hockey League (NHL) till och med 2020.
Arenan har kapacitet för 17 732 åskådare vid basketmatcher, 15 795 åskådare vid ishockeymatcher och 17 000 åskådare vid konserter.